# 卢瓦尔河畔科讷库尔区
卢瓦尔河畔科讷库尔区（法語：Arrondissement de Cosne-Cours-sur-Loire）是法国勃艮第-弗朗什-孔泰大区涅夫勒省的一个区。该区在2017年1月涅夫勒省的区重组之后辖有63个市镇。